# Hans Adolf Krebs
Sir Hans Adolf Krebs (25.8.1900 – 22.11.1981) là một thầy thuốc và nhà hóa sinh người Anh gốc Đức-Do Thái. Krebs nổi tiếng vì việc phát hiện ra 2 chu kỳ trao đổi chất quan trọng: chu trình urê và chu trình Krebs. Chu kỳ sau, loạt then chốt các phản ứng hóa học trong trao đổi chất, tạo ra năng lượng trong các tế bào, cũng được gọi là "chu trình axít xitric" đã mang lại cho ông giải Nobel Sinh lý và Y khoa năm 1953 (chung với Fritz Albert Lipmann).

## Tiểu sử

### Thời niên thiếu
Krebs sinh tại Hildesheim, Đức, con của Georg Krebs, một bác sĩ giải phẫu tai mũi họng và Alma Davidson. Ông học trung tiểu học ở Hildesheim, rồi học y học ở Đại học Göttingen và Đại học Freiburg từ 1918–1923. Ông đậu bằng tiến sĩ ở Đại học Hamburg năm 1925, sau đó nghiên cứu hóa học ở Berlin trong một năm, rồi trở thành phụ tá của Otto Warburg tại Viện Sinh học hoàng đế Wilhelm (Kaiser Wilhelm Institute for Biology) tới năm 1930.

### Sự nghiệp
Krebs gia nhập quân đội Đức năm 1932, và phục vụ ở sư đoàn bộ binh cơ giới hóa thứ 13 bất kể niềm tin Do Thái của mình. Krebs trở lại ngành y học lâm sàng ở bệnh viện thị xã Altona, (Hamburg) và sau đó ở bệnh xá của Đại học Freiburg, nơi ông nghiên cứu và phát hiện ra chu trình urê. Vì gốc gác Do Thái, ông bị cấm không được hành nghề y sĩ ở Đức, do đó ông đã di cư sang Anh năm 1933. Ông được mời tới làm việc trong phân khoa hóa sinh của Đại học Cambridge, dưới quyền của Sir Frederick Gowland Hopkins (1861–1947). Krebs trở thành giáo sư môn hóa sinh ở Đại học Sheffield năm 1945.
Lãnh vực nghiên cứu của Krebs là sự trao đổi chất trung gian. Ông đã phát hiện ra chu trình urê năm 1932, và chu trình Krebs năm 1937 ở Đại học Sheffield. Ông chuyển sang làm giáo sư hóa sinh ở Đại học Oxford năm 1954 và sau khi nghỉ hưu, ông vẫn tiếp tục làm việc ở Bệnh xá Radcliffe, Oxford cho tới khi từ trần.

## Giải thưởng và Vinh dự
Năm 1953 ông đoạt giải Nobel Sinh lý và Y khoa cho công trình phát hiện ra chu trình Krebs. Ngoài giải Nobel ông cũng đoạt giải Albert Lasker cho nghiên cứu Y học cơ bản, Huy chương Otto Warburg năm 1969 và Huy chương Copley. Ông được phong tước hầu năm 1958.
Ông từng là ủy viên giám đốc của Trinity College và cũng được bầu làm ủy viên giám đốc danh dự của Girton College, Đại học Cambridge năm 1979.

## Đời tư
Krebs kết hôn với Margaret Cicely Fieldhouse năm 1938. Họ có ba người con: hai con trai John Krebs (nay là nam tước Krebs, một nhà nghiên cứu chim và nghị sĩ Thượng Nghị viện Vương quốc Anh) và Paul, và con gái, Helen. Krebs qua đời ở Oxford, Anh năm 1981.